# Schlemmin
Schlemmin – gmina w Niemczech wchodząca w skład urzędu Ribnitz-Damgarten w powiecie Vorpommern-Rügen, w kraju związkowym Meklemburgia-Pomorze Przednie.